# Italo Santelli
Italo Santelli, lovag (magyarosan: Santelli Italo) (Carrodano, La Spezia megye, Olasz Királyság, 1866. augusztus 15. – Budapest, Magyarország, 1945. február 8.) Magyarországon élő, dolgozó olasz vívómester.

## Életpályája
Oklevelét Rómában szerezte, a központi katonai vívómesterképző intézetben – Scuola magistrale militare di scherma di Roma –, ahova 1887 szeptemberében iratkozott be, és ottani tanulmányait 1889 júliusában fejezte be. Az intézet elvégzése után katonai vívómesterként szolgált a 2. gránátosezredben (2° reggimento granatieri), amely egy gránátosdandár részeként Firenzében állomásozott. 1892 májusában tagja volt annak a csapatnak, amely Londonban, a Királyi Katonai Tornán (Royal Military Tournament) bemutatta az olasz vívás legújabb eredményeit. A csapatot Masaniello Parise alezredes (1850–1910), a Scuola magistrale igazgatója vezette, további tagjai voltak: Angelo Torricelli, Agesilao Greco és Vincenzo Drosi.
Santelli 1896-ban Budapesten a millenniumi kardverseny olasz részvevőjeként annak győztese volt. Sikerének köszönhetően  meghívták a Magyar AC (Magyar Atlétikai Club) vívómesterének. Santelli a meghívást elfogadta. Budapesten saját vívótermet nyitott. Fia, Giorgio Santelli 1897-ben született Budapesten. Az 1900. évi nyári olimpiai játékokon ezüstérmes lett Olaszország színeiben. (Ezt az érmet egyes források magyar éremként tartják nyilván, azonban a Magyar Olimpiai Bizottság nyilvántartásában nem szerepel.) Az ezt követő három évtizeden át a vívósport kiváló versenyzőinek sorát nevelte ki. Tanítványai között számos olimpiai, világ- és Európa-bajnok található, mint pl. Berczelly Tibor, Gerevich Aladár, Elek Ilona, Kabos Endre, Pósta Sándor, Szántay Jenő, Gerde Oszkár, illetve ismert vívóedző: Duronelly László, Szabó László mesteredző.
Lánya, Fiorenza Santelli (1912–1945), halálát egy becsapódó aknagránát okozta Budapest ostroma során.

## Díjai, elismerései
- III. osztályú Magyar Érdemkereszt (1926)[12]
- Román koronarend (1911)[13]

## Emlékezete
- Sírja a Fiumei úti Nemzeti Sírkertben található. A síremléket 1957. november 19-én avatták fel, az avatóbeszédet Tóth Péter olimpiai bajnok, a vívómester tanítványa tartotta.[14] A sírt díszítő bronz 35x35 cm-es domborművet Dabóczi Mihály, a vívómester szobrász tanítványa készítette, és 1979. november 2-án avatták fel.[15] Santelli síremléke 2001 óta védett.[16][17]
- Emlékére alapították 1955-ben a Santelli-vándordíjat. (Santelli Kupa)

Képgaléria
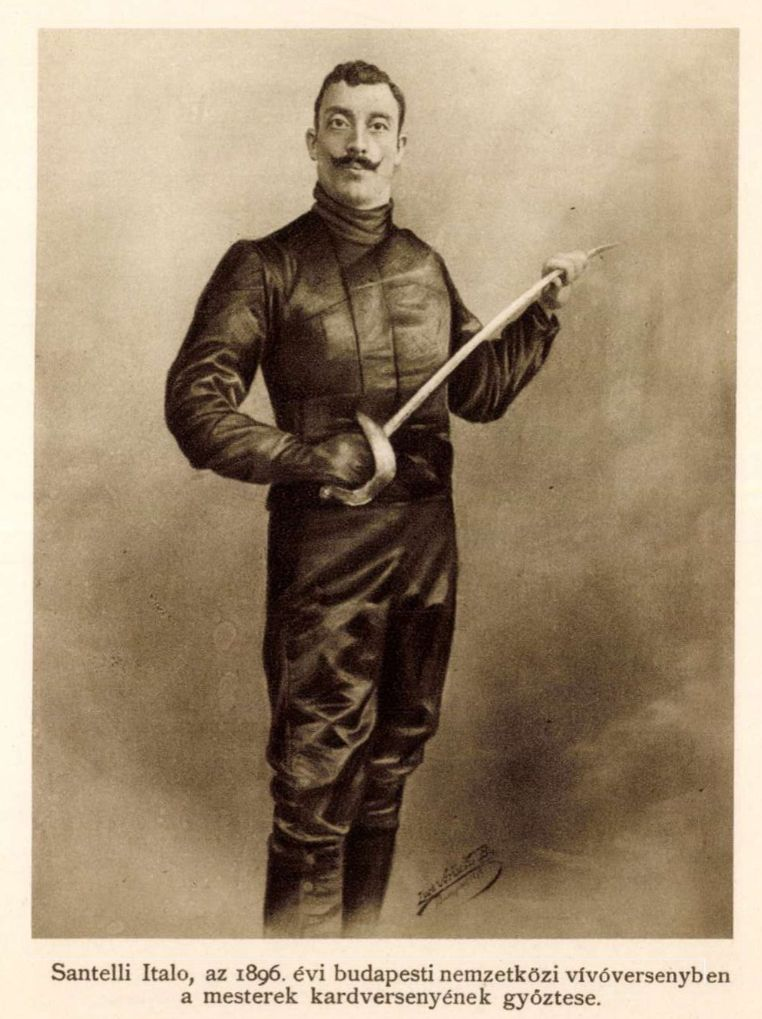
Szabó László mesteredző neki ajánlotta az 1977-ben megjelent A vívás és oktatása c. könyvét: „Tisztelő hálával ajánlom művemet feledhetetlen mesterem – Santelli Italo – emlékének”.
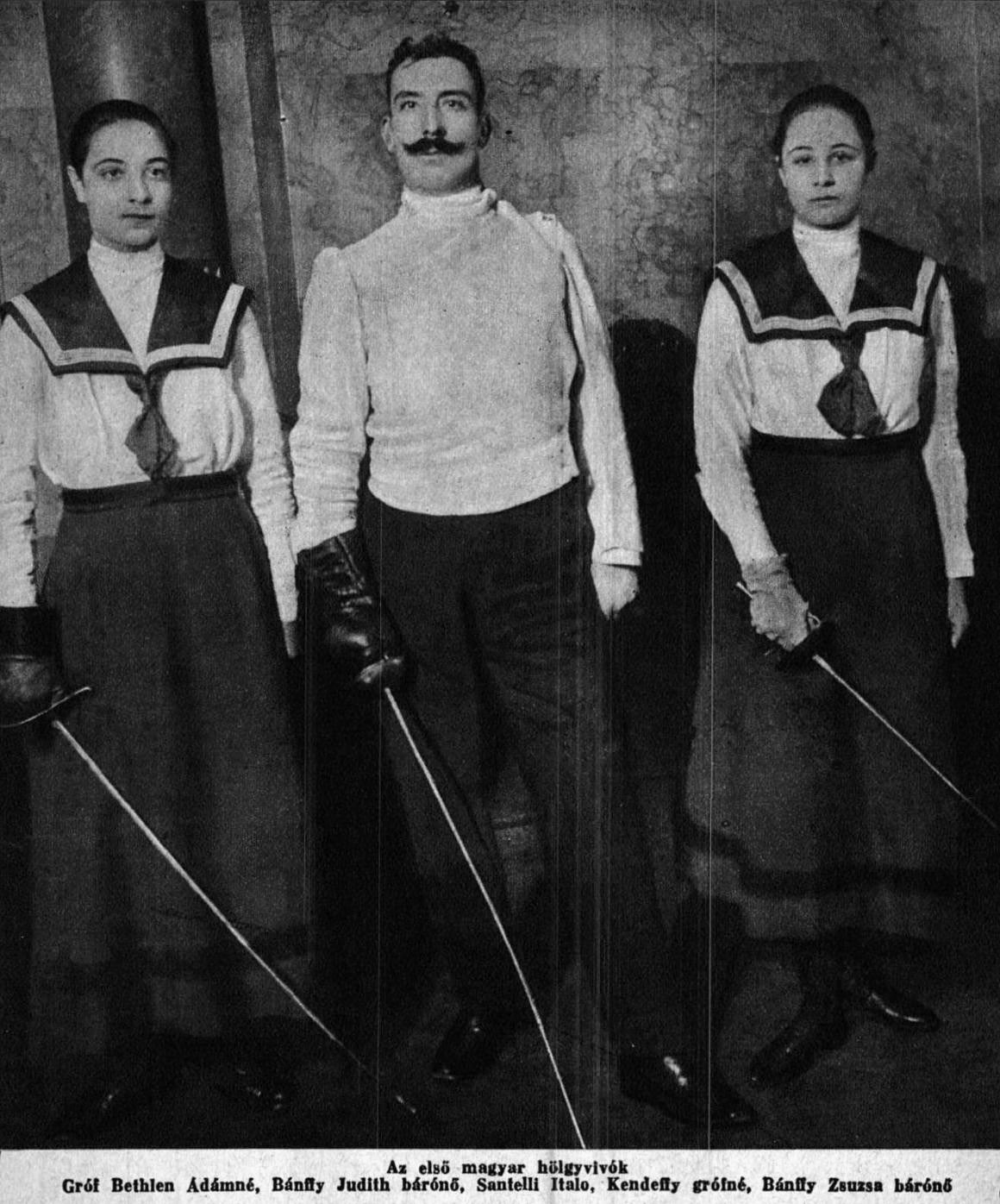
Az első magyar hölgyvívók
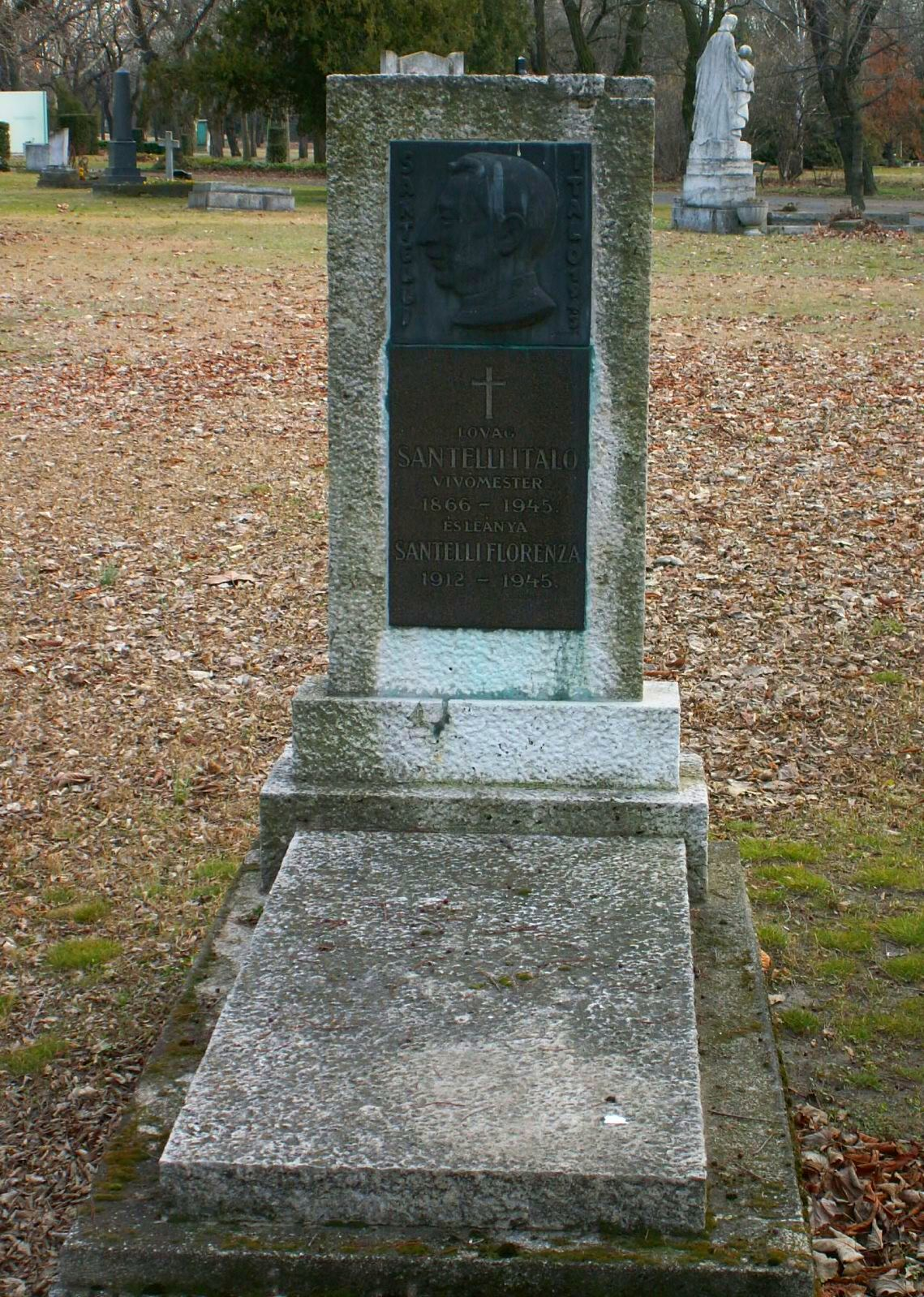
Sírja a Fiumei úti sírkertben (11-1/a-4). Alkotó: Dabóczi Mihály

- Nevét viseli a Santelli-rántotta.